# Криничний (Матвієво-Курганський район)
Крини́чний (рос. Криничный) — хутір у Матвієво-Курганському районі Ростовської області Росії. Входить до складу Великокірсановського сільського поселення.

## Географія
Географічні координати: 47°37' пн. ш. 38°57' сх. д. Часовий пояс — UTC+4.
Відстань до районного центру, селища Матвієв Курган, становить 14 км.

### Урбаноніми
- вулиці — Садова;
- провулки — Городній, Трудовий[2].

## Населення
За даними перепису населення 2010 року на території хутора проживало 75 осіб. Частка чоловіків у населенні складала 48% або 36 осіб, жінок — 52% або 39 осіб.